# Radu VIII Ilias Haidăul
Radu VIII Ilias Haidăul (... – Costantinopoli, 28 luglio 1558), fu voivoda (principe) di Valacchia nel biennio 1552-1553. Era figlio di secondo letto del voivoda Radu V de la Afumați.

## Biografia
Radu "l'Hajduk" ("il ribelle") divenne principe di Valacchia grazie all'appoggio degli Asburgo. Gli austriaci erano penetrati in Transilvania nel 1551 grazie al Trattato di Nyírbátor, decisi ad arginare la spinta dell'Impero ottomano verso il Regno d'Ungheria. Nel 1552, il generale Giovanni Battista Castaldo appoggiò le pretese sul trono valacco dell'anti-turco Radu contro suo zio, il voivoda filo-turco Mircea V Ciobanul.
Radu entrò in Valacchia in novembre con un esercito di 15.000 uomini: ribelli valacchi (principalmente boiari emigrati in Transilvania per sfuggire alle persecuzioni di Mircea), mercenari ungari e polacchi. Il 16 novembre l'esercito di Mircea (8.000-9.000 uomini) venne sconfitto presso Mănești ed il voivoda si rifugiò a Giurgiu. Radu venne riconosciuto sovrano dalla Sublime porta e prese corte a Targoviste.
Nel 1553, Mircea, appoggiato dal voivoda di Moldavia Alexandru Lăpușneanu invase la Valacchia alla testa di un'armata di turchi e tartari e sconfisse (11 maggio) l'esercito di Radu VIII Ilias, costringendolo a rifugiarsi in Transilvania. In agosto, Radu iniziò a pianificare una contro-invasione ma venne bloccato dal sovrano transilvano, intenzionato a mantenere buoni rapporti con l'Impero ottomano, mentre Mircea fortificava il confine valacco-transilvano. Nel 1554, voivoda Lăpuşneanu rimuoveva dal potere in Valacchia Mircea e, con il benestare del sultano Solimano il Magnifico, nominava voivoda Pătrașcu cel Bun, mentre Radu restava nella Transilvania controllata dagli Asburgo.
Nel 1556 la Transilvania venne strappata a Ferdinando d'Asburgo da Isabella Jagiełło, madre e reggente per il giovane Giovanni II d'Ungheria. Radu VIII Ilias venne probabilmente in quel periodo catturato e consegnato al sultano, pare per richiesta esplicita dello stesso Solimano. Detenuto a Costantinopoli, Radu venne annegato nel Mar di Marmara nel 1558, mentre suo zio Mircea veniva rimesso dai turchi sul trono di Valacchia.

## Ascendenza
|                         |                  |                            | Genitori          |  |  | Nonni |  |  | Bisnonni          |  |  | Trisnonni      |  |
|                         |                  |                            |                   |  |  |       |  |  | Vlad IV Călugărul |  |  | Vlad II Dracul |  |
|                         |                  |                            |                   |  |  |       |  |  | Vlad IV Călugărul |  |  | Vlad II Dracul |  |
|                         |                  | Căltuna                    |                   |  |  |       |  |  | Vlad IV Călugărul |  |  |                |  |
| Radu IV cel Mare        |                  |                            |                   |  |  |       |  |  | Vlad IV Călugărul |  |  |                |  |
|                         |                  | Madeleine Amelie Bisaillon | …                 |  |  |       |  |  |                   |  |  |                |  |
|                         |                  | Madeleine Amelie Bisaillon | …                 |  |  |       |  |  |                   |  |  |                |  |
|                         |                  | Madeleine Amelie Bisaillon | …                 |  |  |       |  |  |                   |  |  |                |  |
| Radu V de la Afumați    |                  | Madeleine Amelie Bisaillon |                   |  |  |       |  |  |                   |  |  |                |  |
|                         |                  | …                          | …                 |  |  |       |  |  |                   |  |  |                |  |
|                         |                  | …                          | …                 |  |  |       |  |  |                   |  |  |                |  |
|                         |                  | …                          | …                 |  |  |       |  |  |                   |  |  |                |  |
| …                       |                  | …                          |                   |  |  |       |  |  |                   |  |  |                |  |
|                         |                  | …                          | …                 |  |  |       |  |  |                   |  |  |                |  |
|                         |                  | …                          | …                 |  |  |       |  |  |                   |  |  |                |  |
|                         |                  | …                          | …                 |  |  |       |  |  |                   |  |  |                |  |
| Radu VIII Ilias Haidăul |                  | …                          |                   |  |  |       |  |  |                   |  |  |                |  |
|                         | Pârvu Craiovescu | Neagoe Ștrehăianul         |                   |  |  |       |  |  |                   |  |  |                |  |
|                         | Pârvu Craiovescu | Neagoe Ștrehăianul         |                   |  |  |       |  |  |                   |  |  |                |  |
|                         | Pârvu Craiovescu | Stana                      |                   |  |  |       |  |  |                   |  |  |                |  |
| Basarab V Neagoe        | Pârvu Craiovescu |                            |                   |  |  |       |  |  |                   |  |  |                |  |
|                         |                  | Neaga                      | …                 |  |  |       |  |  |                   |  |  |                |  |
|                         |                  | Neaga                      | …                 |  |  |       |  |  |                   |  |  |                |  |
|                         |                  | Neaga                      | …                 |  |  |       |  |  |                   |  |  |                |  |
| Ruxandra di Valacchia   |                  | Neaga                      |                   |  |  |       |  |  |                   |  |  |                |  |
|                         |                  | Stefan III Branković       | Đurađ Branković   |  |  |       |  |  |                   |  |  |                |  |
|                         |                  | Stefan III Branković       | Đurađ Branković   |  |  |       |  |  |                   |  |  |                |  |
|                         |                  | Stefan III Branković       | Irene Cantacuzena |  |  |       |  |  |                   |  |  |                |  |
| Milica Branković        |                  | Stefan III Branković       |                   |  |  |       |  |  |                   |  |  |                |  |
|                         |                  | Angelina Arianit Komneni   | Giorgio Arianiti  |  |  |       |  |  |                   |  |  |                |  |
|                         |                  | Angelina Arianit Komneni   | Giorgio Arianiti  |  |  |       |  |  |                   |  |  |                |  |
|                         |                  | Angelina Arianit Komneni   | Maria Musachi     |  |  |       |  |  |                   |  |  |                |  |
|                         |                  | Angelina Arianit Komneni   |                   |  |  |       |  |  |                   |  |  |                |  |